# Hry s příběhem
Hry s příběhem je název knižní řady nakladatelství Mytago. Tato edice si vzala za cíl představit čtenářům příběhy z různých známých i méně známých českých (ale také zahraničních) herních světů. Záměrem editorů této knižní řady je ukázat, že příběh může být hrou a naopak, že hra může být příběhem.

## Dosud vyšlo
- Hry s příběhem: Ocel a krev[1][2] (Mytago, 2012) ISBN 978-80-905043-5-6
- Hry s příběhem: Zločin a trest[3] (Mytago, 2011) ISBN 978-80-254-9100-3

## Chystá se
- Hry s příběhem: Volání divočiny (Mytago, 2013)

## Zastoupené světy
- Asterion (fantasy svět)
- Dorn (hra)
- Hájemství Sedmi
- IMAGINÁRIUM
- Immortal Fighters
- Příběhy Impéria
- Střepy snů
- Taria
- Unknown Armies

## Editoři knižní řady
- Karel Černín
- Jan Č. Galeta
- Zbyněk Kučera Holub
- Jiří Reiter